# Archie Ryan
Archie Ryan (* 16. listopadu 2001) je irský profesionální silniční cyklista jezdící za UCI WorldTeam EF Education–EasyPost.

## Hlavní výsledky
2018
Junior Tour of Wales
3. místo celkově
vítěz 4. etapy
2019
Národní šampionát
2. místo silniční závod juniorů
2. místo časovka juniorů
Bizkaiko Itzulia
6. místo celkově
2020
Bałtyk–Karkonosze Tour
7. místo celkově
Ronde d l'Isard
8. místo celkově
2022
Tour de l'Avenir
4. místo celkově
Okolo Slovenska
6. místo celkově
 vítěz soutěže mladých jezdců
vítěz 2. etapy
Sazka Tour
6. místo celkově
Istrian Spring Trophy
7. místo celkově
7. místo G.P. Palio del Recioto
Ronde de l'Isard
8. místo celkově
vítěz 5. etapy
2023
Tour de l'Avenir
vítěz etapy 7b
vítěz Coppa Città di San Daniele
2. místo Piccolo Giro di Lombardia
4. místo Gran Premio di Poggiana